# Rewind (album av Barbados)
Rewind, släppt 14 januari 2003, är ett album av det svenska dansbandet Barbados.
Albumet släpptes i nytryck 2006 efter att Warner Music Group köpte upp Mariann Grammofon.

## Låtlista
1. "Young Ones"
2. "These Boots Are Made for Walkin'"
3. "Always on My Mind"
4. "The Loco-Motion"
5. "Suspicion"
6. "Do Wah Diddy Diddy"
7. "San Francisco"
8. "Wooden Heart"
9. "Rhythm of the Rain"
10. "Treat Me Nice"
11. "Kissing in the Backrow of the Movies"
12. "Oh Carol"
13. "Suspicious Minds"
14. "Sway"
15. "Young Girl"
16. "Devil in Disguise"
17. 60-talsmedley:
  1. "Do You Wanna Dance?"
  2. "Let's Twist Again"
  3. "Let's Dance"
  4. "Runaway"
  5. "Happy Birthday Sweet Sixteen"
  6. "Sheila"
  7. "Peggy Sue"
  8. "Diana"
  9. "The Letter"
  10. "Hippy Hippy Shake"
  11. "Do You Wanna Dance?"

## Listplaceringar
| Lista (2010-2011) | Topplacering |
| ----------------- | ------------ |
| Sverige           | 8            |

### Fotnoter
1. ↑  ”Rewind”. Swedishcharts. 26 februari 2003. http://www.swedishcharts.com/showitem.asp?interpret=Barbados&titel=Rewind&cat=a. Läst 27 december 2014.